# Cloniophorus episcopalis viridanus
Cloniophorus episcopalis viridanus es una subespecie de escarabajo longicornio del género Cloniophorus, tribu Callichromatini, subfamilia Cerambycinae. Fue descrita científicamente por Schmidt en 1922.

## Descripción
Mide 18-20 milímetros de longitud.

## Distribución
Se distribuye por Camerún, Gabón, Guinea Ecuatorial, República Democrática del Congo y República del Congo.